# نیکلاوس اتو
نیکلاوس آوگوست اتو (به آلمانی: Nikolaus August Otto) (زادهٔ ۱۰ ژوئن ۱۸۳۲ در هولتسهاوزن آن در هایده و درگذشتهٔ ۲۶ ژانویه ۱۸۹۱ در کلن) خودآموخته آلمانی بود که در سال ۱۸۶۱ نخستین موتور بنزینی را اختراع کرد و تا سال ۱۸۷۶ نخستین موتورهای درون‌سوز را ساخت. او موتور چهار زمانهٔ اتو و موتور دو زمانهٔ اتو را اختراع کرد. با این که در آن زمان، ایدهٔ ساخت موتورهای چهار زمانه وجود داشت اما او نخستین کسی بود که توانست آن را عملی کند و نخستین موتور چهار زمانه را با نام موتور چهارزمانهٔ اتو بسازد.